# Toxorhina growea
Toxorhina growea là một loài ruồi trong họ Limoniidae. Chúng phân bố ở miền Australasia.